# Xiuhtecuhtli

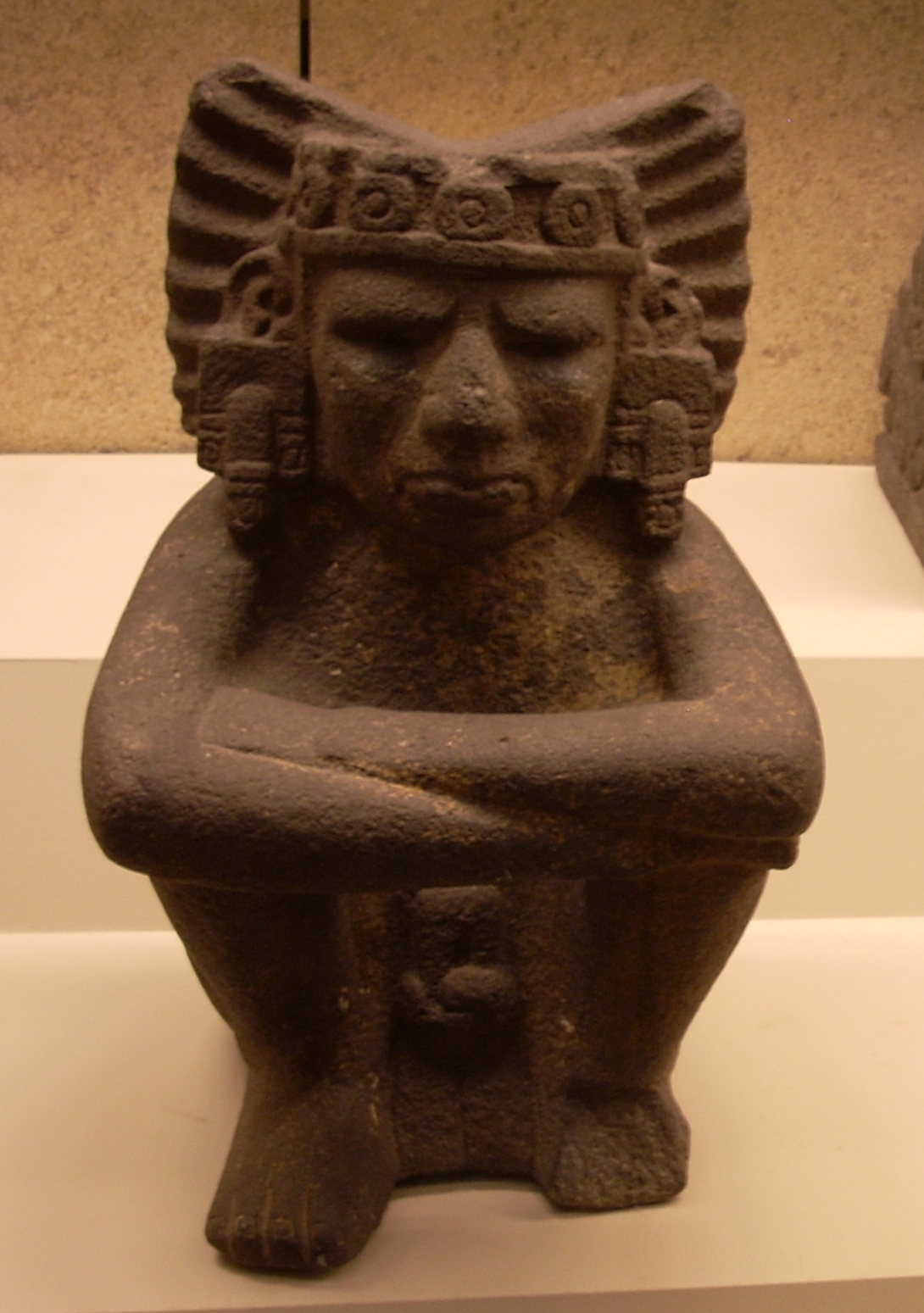
Estátua da Xiuhtecuhtli no Museu Britânico.

Xiuhtecuhtli ("Senhor Turquesa " ou "Senhor do Fogo"), era o deus do fogo asteca, que alguns disseram que presidiu o nascimento do sol, levantou as quatro árvores que sustentavam o céu, e lançou Tezcatlipoca, como o deus do sol, aos quatro pontos cardeais.